# USS LST-312
O USS LST-312 foi um navio de guerra norte-americano da classe LST que operou durante a Segunda Guerra Mundial.